# Parque Inokashira
El Parque Inokashira (井の頭恩賜公園 Inokashira Onshi Kōen?) se extiende a través de Musashino y Mitaka al oeste de Tokio, Japón.
El estanque de Inokashira (井 の 頭 池) y la fuente de agua del río Kanda (神田上水 Kanda jōsui?), establecidas durante el período Edo, son las fuentes principales del río Kanda.
La tierra fue dada a Tokio en 1913. El 1 de mayo de 1918, se inauguró bajo el nombre de Inokashira Onshi Kōen (井の頭恩賜公園), que puede ser traducido como "Parque de la Concesión Imperial de Inokashira". Así, el parque fue considerado un regalo del Emperador al público en general. Esta fue la primera vez que en Tokio se fundó un parque de este tipo.

## Datos[2]
- Fecha de apertura: 1 de mayo de 1918.
- Área: 383 773 m²
- Dirección: Gotenyama 1-chōme, Kichijōji Minami-chō 1-chōme, ciudad Musashino, Inokashira 3 ~ 5-chōme, Shimorenjaku 1-chōme, Mure 4-chome, ciudad Mitaka, Tokio.
- Estaciones más cercanas: 5 minutos a pie de Kichijōji (línea JR Chūō), a 1 minuto a pie de la estación Inokashira-kōen (línea Keiō Inokashira).
- Número de árboles: árboles altos: 11 060 / arbustos: 12 800 / césped: 10 000 m²
- Variedad de plantas: cerezos, cipreses, pinos rojos, azaleas.

## Geografía
El parque Inokashira abarca el estanque Inokashira en su centro. El estanque de Inokashira, es un estanque largo y angosto, que se extiende de noroeste a sureste, y se divide en dos ramas en el extremo noroeste. Desde el extremo sureste, el río Kanda fluye hacia afuera. Una sección de la corriente también se encuentra dentro de los límites del parque. En el lado oeste del parque es un matorral, en Gotenyama y tiene un pequeño zoológico. En el otro lado de la avenida Kichijoji esta la Oficina de Construcción del Gobierno Metropolitano de Tokio. En el lado sur del matorral, el Acueducto de Tamagawa fluye hacia el sureste, y más al sur se encuentra el área del "parque occidental". Al lado de la sección corriente abajo del Acueducto de Tamagawa hay un "Jardín del Este", que incluye una pequeña área abierta.

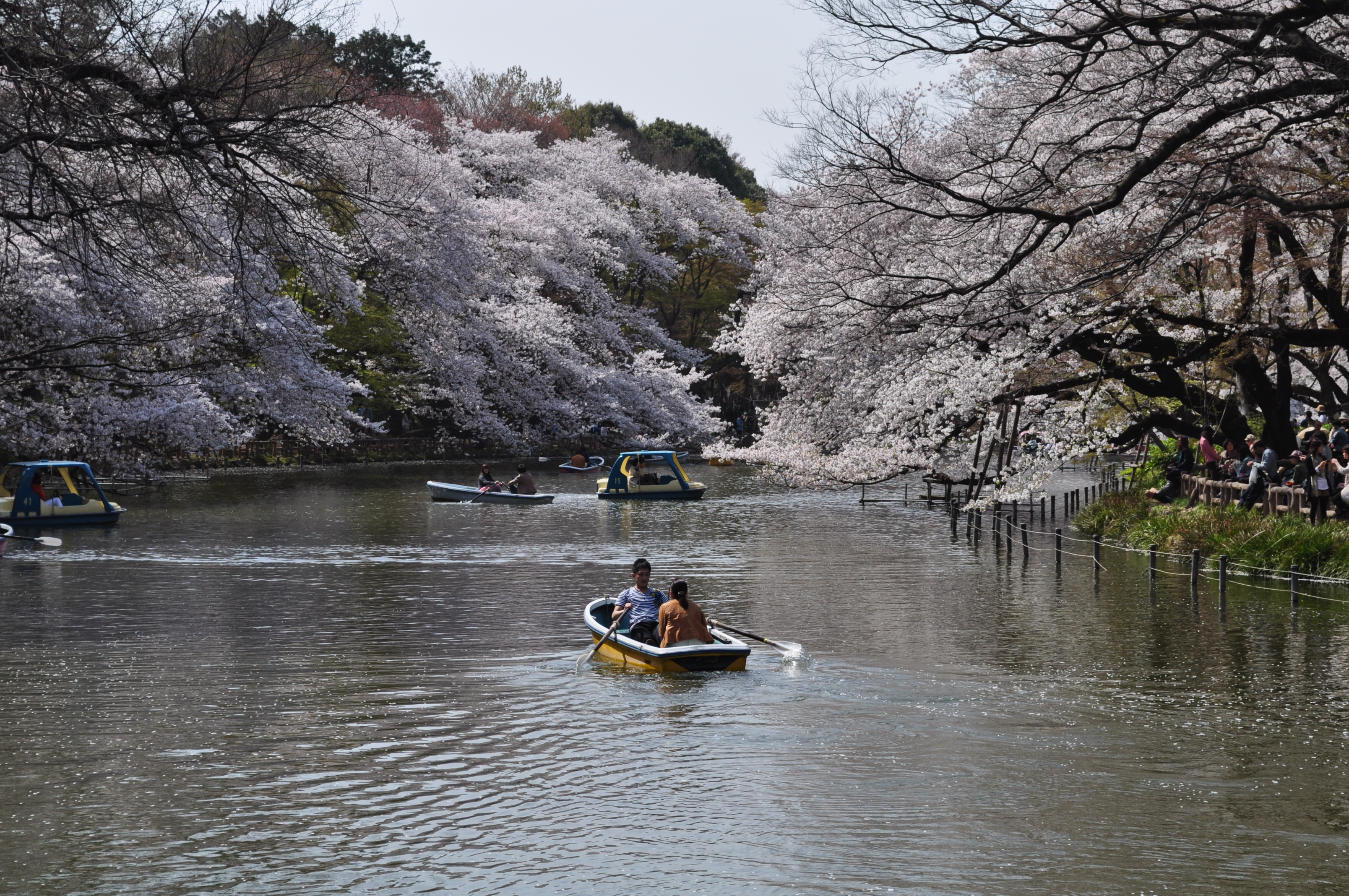
Navegar en bote por los estanques en el parque.

Con respecto a los límites de la ciudad, la sección de estanques de Inokashira del río Kanda en el parque, la estación de Inokashira-kōen y los jardines del oeste y del este se encuentran en Mitaka. El área del parque que comienza justo después de la orilla norte de estanque de Inokashira se encuentra en Musashino. Cerca del parque, a menos de 500 metros del estanque Inokashira se encuentra la estación Kichijōji, de la línea JR Chuo. La estación de Kichijōji tiene una salida al parque ( 公園 口  kōen guchi ) en su lado sur, mirando hacia el parque. El camino desde la estación hacia el estanque está bordeado de tiendas dirigidas a los jóvenes. En el sureste del parque se encuentra la estación Inokashira-kōen, de la línea Keio Inokashira, que corre paralela al río Kanda. La distancia desde la estación hasta el estanque es muy corta, y hay pequeños caminos y espacios abiertos entre ellos, por lo que los visitantes pueden pasear. Se dice que si montas en los botes del estanque en el parque Inokashira con una novia, seguramente terminarán pronto.

## Naturaleza y las estaciones

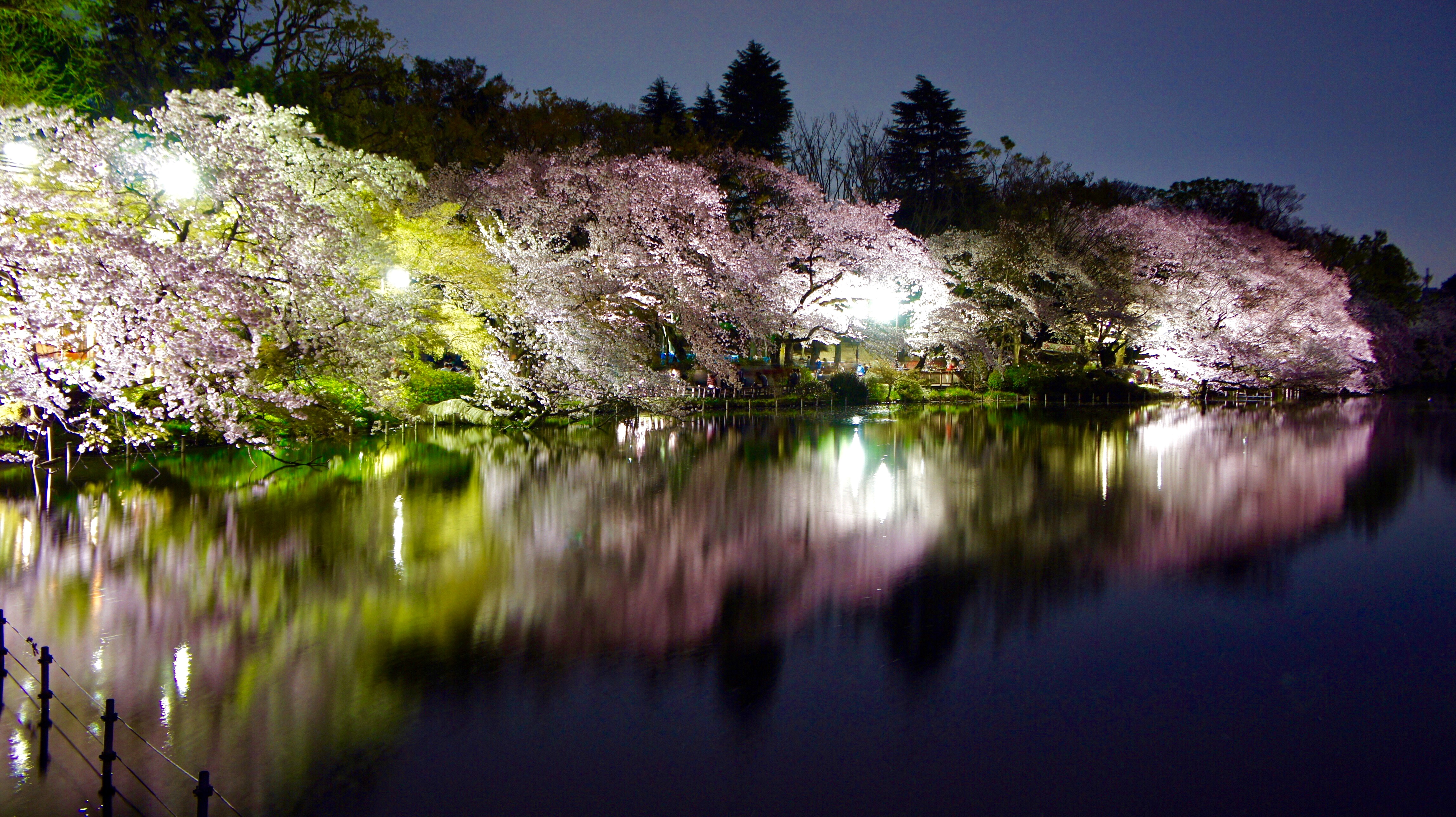
Iluminación de noche del Parque Inokashira.

En el Parque Inokashira la primavera, es la temporada de los florecientes cerezos en flor que bordean el estanque. Mirando desde el puente de Nanai, que cruza el estanque cerca del centro, las ramas de los cerezos que se extienden desde la orilla florecen tan densamente que casi cubren la superficie del estanque. El color pálido de las flores contrasta con el cielo y la superficie del agua. Durante el período de florecimiento de las flores de cerezo, el parque recibe muchos visitantes. Además, en el lado oeste del parque hay muchas flores que se pueden ver, antes del período de floración de los cerezos. En el lado norte del ciruelo, en el borde del estanque, hay un manantial, pero su flujo es hoy muy débil.
En verano, uno puede disfrutar del verde de los árboles que cubren Gotenyama, una zona del parque con cipreses y arces japoneses. En otoño, las hojas de los diferentes tipos de árboles en el parque cambian de color, y las hojas caídas entierran los senderos. En el invierno, el parque Inokashira también es muy animado. Muchas aves migratorias vienen, y el estanque Inokashira se convierte en su lugar de invernación. Las serpientes salvajes también se pueden ver dentro del parque.

## Atracciones

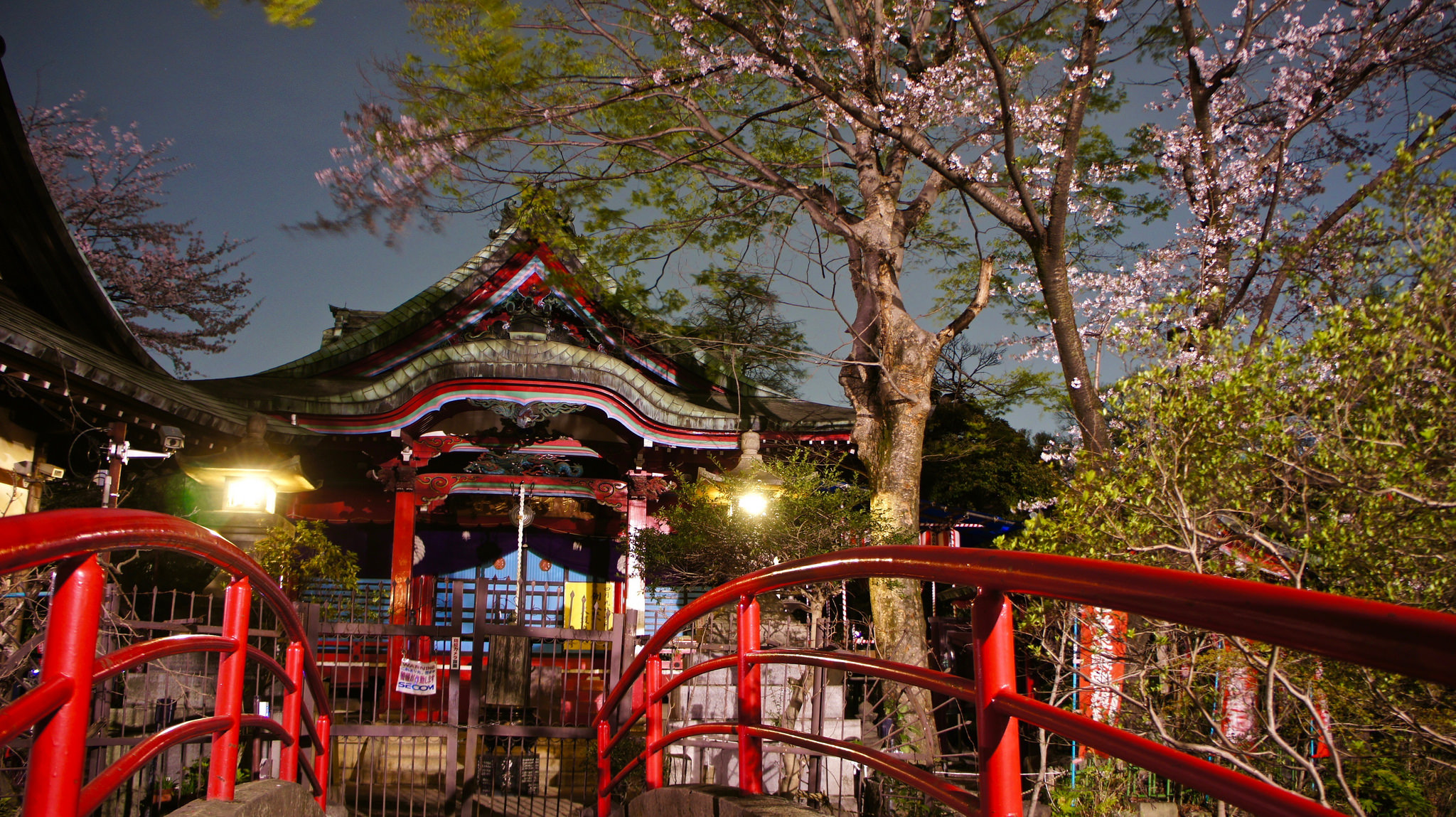
Monumento a Benzaiten.

El parque contiene un pequeño santuario dedicado a Benzaiten.  El parque tiene un zoológico interactivo y un pequeño acuario, y es un lugar donde se reúnen vendedores, músicos, artistas y artistas callejeros. El parque está repleto de multitudes que llegan para disfrutar del animado ambiente los fines de semana y las vacaciones, especialmente durante la temporada de los cerezos en flor, cuando todo el parque está lleno de visitantes de hanami.
En el extremo suroeste del Parque Inokashira se encuentra el Museo Ghibli, un destino popular dedicado a las producciones animadas de Studio Ghibli.

## Galería

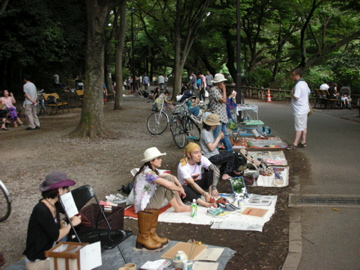
Un domingo en el Parque Inokashira.
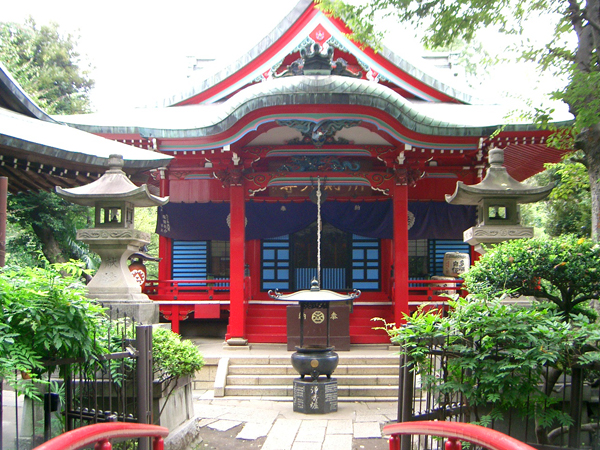
Templo dedicado a Benzaiten.
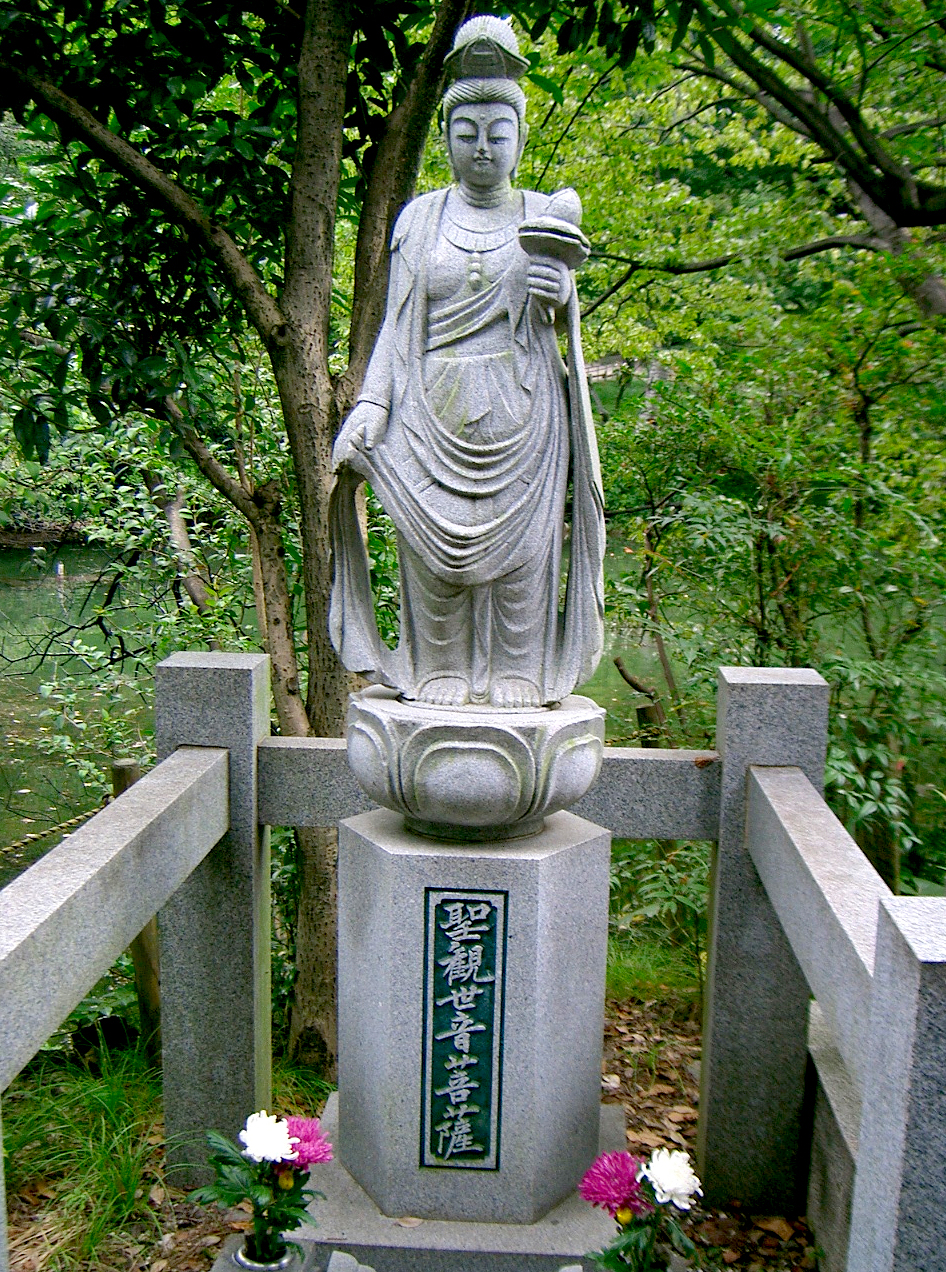
Estatua Kanzeon (観世音) en el parque.